# Christianisme en Arabie saoudite

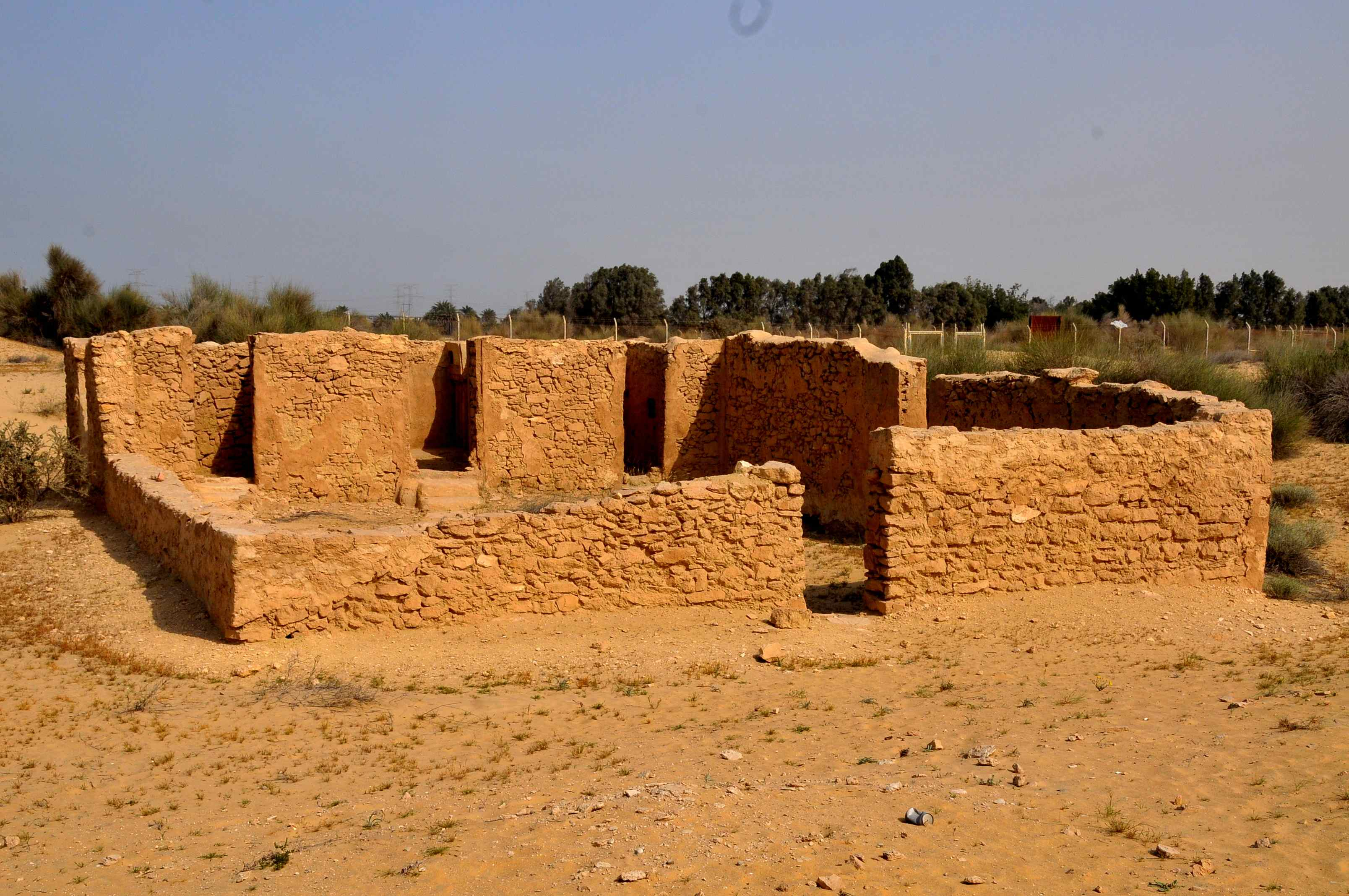
L'église de Jubail, une ancienne église nestorienne (IVe siècle) située près d'Al-Jubayl, en Arabie saoudite.

Les chrétiens d'Arabie saoudite sont une minorité religieuse dans ce royaume. Ce sont principalement des expatriés établis dans le pays (Philippins, Libanais, Palestinien, Irakiens, Syriens, Égyptiens, Jordaniens, Européens, Américains, etc.) .

## Histoire ancienne
Le christianisme dans l'actuelle Arabie saoudite commence à se répandre, surtout au sud de la péninsule, à partir de 80 après Jésus-Christ, dans les régions de Najran, de l'Asir. Il est importé de l'empire éthiopien (Royaume d'Aksoum), chrétien de longue date, et du Yémen voisin, plus ou moins vassal de l'Abyssinie (Éthiopie), alors pays à forte communauté chrétienne au sein de sa population. Plus tard, l'Éthiopie est le premier pays chrétien à donner l'asile à de nombreux musulmans persécutés par les Mecquois aux débuts de l'islam, avant la conquête et la soumission de la ville de La Mecque. 
Au nord du pays, le christianisme arrive par les commerces caravaniers et caravanes parties de Syrie, certainement dans les premières années du christianisme, entre 33 et 45 après Jésus Christ. Le royaume des Nabatéens, au nord, devient chrétien. L'influence des chrétiens, alors présents en Mésopotamie (actuelle Irak), non plus n'est pas négligeable. Puis se développent deux royaumes arabes, celui des Lakhmides (300-602), alors mi-nestorien, mi-zoroastrien, et celui des Ghassanides (220-638), chrétien oriental monophysite. 
Le Livre des Himyarites évoque les martyrs de Najran (523).
Avant 622, et la naissance de l'islam, les Arabes d'Arabie seraient très majoritairement fétichistes ou animistes, dans les proportions de 80 à 85 % de la population, 10 à 15 % sont juifs ou chrétiens, autant parmi les nomades que chez les citadins. L'importance des chrétiens est visible chez les commerçants caravaniers du nord du pays. 
Ichoyahb III, catholicos de l'Église apostolique assyrienne de l'Orient de 650 à 660, est confronté au schisme des Églises de la province du Fars (Iran/Perse), donc du golfe Persique et d'Inde, puis de celles des cinq évêchés de Bahreïn ou du Qatar (Beth Qaṭrāyé en syriaque), puis de celles d'Oman (Mazun).
Le Coran retient de nombreuses figures de la Bible : Jésus Christ, Moïse, Abraham, etc. alors que les autres croyances animistes et fétichistes de la péninsule ne retiennent aucune figure de la Bible et restent sans lien avec les juifs et les chrétiens.
En 1986, à Jubail, ont été découvertes les fondations d'une église chrétienne nestorienne. En 1994, à Jabal Berri (10 km au sud de Jubail), sont découvertes des croix nestoriennes.
Parmi les autres sites du golfe où ont été relevées des traces d'un  christianisme antique : Al‑Quṣūr, (Île de Failaka (Koweït)), île de Tarout (Qatif), Samaheej (Bahrein), Beth Qatraye (Qatar), Qasr Al Malehat près d'Al Wakrah (Qatar), île de Sir Bani Yas (EAU), île de Kharg (Iran)...

## Histoire récente
En 1932, lors de la naissance de l'Arabie Saoudite, l'islam du nouveau royaume, très influencé par le Wahhabisme, particulièrement intolérant envers les juifs et les chrétiens encore présents, va voir les départs de nombreux chrétiens vers l'Irak ou la Jordanie. Les derniers juifs partent pour Israël, vers 1947-1949, surtout les juifs de Najran et de l'Asir.[réf. nécessaire]
Le 6 novembre 2007 a lieu une visite du roi saoudien Abdallah au Vatican. Il rencontre le pape Benoît XVI.

## Politique religieuse et législation
L'islam est la religion d'État. Aucune pratique religieuse non musulmane n'est autorisée en public et est même très difficile en privé. Il existe néanmoins des paroisses plus ou moins cachées ainsi que des groupes organisés.
L'importation et l'impression de matériel religieux non musulman sont interdites.
Les chrétiens n'ont le droit d'aller ni à La Mecque ni à Médine.

## Situation actuelle
L'Arabie saoudite est formellement rattachée au vicariat apostolique d'Arabie septentrionale de l'Église catholique, dont le siège est au Koweït.
Le 18 mars 2008, le quotidien d’information britannique The Guardian a fait part de discussions en cours pour la construction d'une église catholique à Riyad.
En mars 2012, le cheikh Abdul Aziz ben Abdallah, le grand mufti d'Arabie Saoudite, a déclaré qu'« il est nécessaire de détruire toutes les églises de la région ». Le mufti a basé sa décision sur un hadith rapportant que sur son lit de mort, Mahomet a déclaré : « Il ne doit pas y avoir deux religions dans la péninsule [arabe] ».